# آماستری
اَماستری (به معنای «زن نیرومند»؛ درگذشت حدود ۴۲۴ پیش از میلاد) ملکه همسر ایرانی، دختر هوتن، همسر خشایارشا و مادر اردشیر یکم بود.
نام او را در یونانی Άμηστρις (آمستریس) نوشته‌اند. تاریخ‌نگاران یونان باستان در نوشته‌های خود توجه کمی به او کرده‌اند.

## زندگی
اَماستری دختر هوتن، یکی از هفت نجیب‌زاده‌ای بود که در سال ۵۲۲ پیش از میلاد مغی را که در حال جعل هویت بردیا بود، کشت. پس از این رخدادها، داریوش بزرگ فرمانروایی ایران را بر عهده گرفت. به گفته هرودوت، هوتن با ازدواج‌های سلطنتی نجیب‌زادگی بیشتری دریافت کرد. داریوش بزرگ با دختر هوتن به نام فیدیما ازدواج کرد و هوتن نیز با یکی از خواهرهای داریوش ازدواج کرد که اماستری حاصل این ازدواج بود.
هنگامی که داریوش در سال ۴۸۶ پیش از میلاد درگذشت، اماستری با ولیعهد، خشایارشا ازدواج کرد. هرودوت اماستری را به عنوان یک شخص خودکامه و بی‌رحم توصیف می‌کند:
من دریافته‌ام که آمستریس، همسر خشایارشا، در هنگام پیری، دو بار هفت فرزند از نجیب‌زادگان ایرانی را دفن کرد تا خدایی که در زیر زمین است، به او زندگی جدیدی بازگرداند.— هرودوت، تواریخ ۷٫۱۱۴
خاستگاه این داستان نامشخص است؛ چرا که مدارک و گزارش‌های شناخته شده نشان می‌دهد که قربانی کردن انسان در آیین زرتشتی مجاز نبوده‌است و همچنین ایرانیان یکتاپرست بودند و خدایی به نام «خدای مردگان» نداشتند. همچنین از آنجا که بیشتر روایت‌های آن زمان از منابع یونانی است و به دلیل دشمنی تاریخی ایران و یونان، ممکن است همه گزارش‌ها دقیق نباشد.
مطابق گفته‌های هرودوت خشایارشا در زمان لشکرکشی به یونان، تمایل زیادی به همسر برادرش ماسیشته پیدا کرد، اما او از این کار خودداری می‌کرد و به خواست او تن نمی‌داد. پادشاه پس از بازگشت به سارد، مقدمات ازدواج پسرش داریوش را با آرتاینته، دختر آن زن و ماسیشته، با تصور این که با این کار می‌تواند راحت‌تر او را به‌دست آورد، فراهم کرد. او پس از بازگشت به شوش، آرتاینته را برای پسرش داریوش به دربار آورد، اما خودش عاشق او شد و با او همبستر شد. هنگامی که  ملکه اماستری، همسر خشایارشا، از این اتفاق باخبر شد، به فکر انتقام افتاد. او به دنبال انتقام از آرتاینته نبود؛ بلکه می‌خواست از مادر او، همسر ماسیشته، انتقام بگیرد، چرا که فکر می‌کرد که او پشت این اتفاق‌هاست. اماستری در زادروز خشایارشا، نگهبانانش را فرستاد تا همسر ماسیستس را مثله کند و آن‌ها با قطع پستان‌های او، آن‌ها را جلوی سگ‌ها انداختند و بینی، گوش‌ها، لب و زبانش را نیز قطع کردند. ماسیشته با دیدن این موضوع برای آغاز شورش به باکتریا گریخت، اما توسط ارتش خشایارشا رهیابی و همراه با پسرانش کشته شد.
اماستری در سن پیری و نزدیک به اواخر حکومت پسرش اردشیر درگذشت و در آرامگاه همسرش خشایارشا دفن شد.

## تجسم عمومی
شخصیت اماستری یس در اپرای سرس ساخته جورج فریدریک هندل با نام ایتالیایی‌شده «آماستر» حضور دارد. در این اپرا، اماستری در شرف ازدواج با خشایارشا (سرس) است، اما خشایارشا عاشق زن دیگری می‌شود و می‌خواهد با او ازدواج کند. اماستری برای اینکه در نزدیکی خود باشد، خود را به شکل یک مرد درمی‌آورد. در پایان اپرا، خشایارشا برای کارهایی که انجام داده متأسف است و از اماستری یک بار دیگر می‌خواهد که همسرش شود.
در مانگای ژاپنی کیمیاگر تمام‌فلزی ، نام آمستریس به همراه همسرش خشایارشا آورده شده است. به کشوری که حوادث داستان در آن اتفاق می‌افتند ، آمستریس گفته می‌شود. همچنین کشور همجوار آن ، زرکسیس (Xerxes ، نام لاتین خشایارشا) نامیده می‌شود که کشوری باستانی و منشا اتفاقات داستان است. 